# Alain Giletti
Alain Giletti (* 11. September 1939 in Bourg-en-Bresse) ist ein ehemaliger französischer Eiskunstläufer, der im Einzellauf startete. Er ist der Weltmeister von 1960 und der Europameister von 1955 bis 1957 und 1960 bis 1961.
Giletti gewann von 1955 bis 1957 sowie 1960 und 1961 fünfmal den Europameistertitel und belegte viermal bei den europäischen Titelkämpfen den zweiten Platz, 1953 und 1954 hinter dem Italiener Carlo Fassi, 1958 und 1959 hinter Karol Divín aus der Tschechoslowakei. 1961 gewann er den Europameistertitel vor seinem Landsmann Alain Calmat, der ab 1962 Giletti als Europameister ablöste.
1960 konnte Giletti den Weltmeistertitel im Eiskunstlauf erringen, nachdem er 1954 und 1958 bereits Dritter sowie 1955, 1957 und 1959 Vierter geworden war. Mit seinem Sieg beendete er die zwölfjährige Siegesserie der US-Amerikaner bei Weltmeisterschaften.
Giletti war der erste französische Europameister und der erste französische Weltmeister im Herreneinzel.
Bei den Olympischen Spielen belegte er 1956 den vierten Platz hinter drei US-Amerikanern. 1960 wurde er erneut Vierter, wobei er punktgleich war mit dem Gewinner der Bronzemedaille, dem Kanadier Donald Jackson.
Giletti startete auch als Paarläufer zusammen mit Michèle Allard. 1956 wurden sie französische Meister im Paarlauf.

## Ergebnisse
| Wettbewerb / Jahr            | 1951 | 1952 | 1953 | 1954 | 1955 | 1956 | 1957 | 1958 | 1959 | 1960 | 1961 |
| ---------------------------- | ---- | ---- | ---- | ---- | ---- | ---- | ---- | ---- | ---- | ---- | ---- |
| Olympische Winterspiele      |      | 7.   |      |      |      | 4.   |      |      |      | 4.   |      |
| Weltmeisterschaften          |      | 8.   | 5.   | 3.   | 4.   |      | 4.   | 3.   | 4.   | 1.   |      |
| Europameisterschaften        |      | 4.   | 2.   | 2.   | 1.   | 1.   | 1.   | 2.   | 2.   | 1.   | 1.   |
| Französische Meisterschaften | 1.   | 1.   | 1.   | 1.   | 1.   | 1.   | 1.   |      | 1.   | 1.   | 1.   |